# Limage des dents à Bali
L’hindouisme existe depuis plus de trois mille ans. Plus précisément, il remonte à l’écriture des Upanishads. En dehors de l’Inde, l'île de Bali en Indonésie accueille la plus grande communauté hindouiste. Cependant, cette religion s’est développé différemment, si bien que cet hindouisme insulaire comporte des rites de passage plutôt uniques. Les Balinais utilisent d’ailleurs le terme Agama Tirtal (qui signifie « Science de l’eau bénite ») pour désigner leur religion. Celle-ci est un mélange des principes religieux provenant de Chine, d’Inde et de Java. Les Balinais éprouvent une très grande peur face aux lutins, aux esprits et aux démons. C’est cette peur qui motive un rituel auquel tous les Balinais – garçons et filles – doivent se soumettre après la puberté : le limage des dents.
Au cours de l’opération, un brahmane (membre de la caste hindoue sacerdotale, la plus haute caste) lime à trois reprises les quatre incisives et les deux canines de la mâchoire supérieure. Cela est effectué au moyen d’une lime et d’un marteau, sans aucune anesthésie. La fille ou le garçon qui se fait limer les dents doit être bien habillé, car la cérémonie est en leur honneur. Souvent un vêtement blanc est porté pour symboliser la pureté. Lorsque le travail du prêtre est terminé, les parents de l’adolescent vérifient si le résultat correspond à leur attente. La cérémonie se déroule dans une atmosphère de fête, au son du gamelan, et se termine par un repas traditionnel. On recueille les déchets dentaires dans une noix de coco, qu’on enterre ensuite derrière le sanctuaire de la famille.
Le limage des dents est avant tout une modification d’ordre spirituel. En effet, bien que le fait d’égaliser les dents de la mâchoire supérieure embellisse le sourire, le but premier de ce rituel est de débarrasser les forces animales du corps afin de permettre le passage vers le monde des adultes. Les six dents limées correspondent à six mauvais esprits qui doivent être chassés : l’intempérance, la jalousie, la colère, la cupidité, la luxure et la folie. Avec ces défauts en moins et les dents du haut bien limées, l’adolescent s’est débarrassé de tout ce qu’il y avait d’animal en lui : égaliser ces dents correspond à s’éloigner du monde animal pour entrer dans le monde adulte en étant moins susceptible de faire des erreurs. D’ailleurs, le limage des dents est obligatoire si l’on désire se marier. Souvent, l’adolescent l’accomplit l’année précédant son mariage. Aussi, le repas qui suit la cérémonie fait appel aux six saveurs traditionnelles : amère, sucrée, salée, acide, épicée et brûlée.
Comme, dans la religion hindouiste, on redoute de se réincarner en animal, le limage des dents est probablement une façon de conjurer cette peur. Cette cérémonie est pratiquée également chez familles nobles de Java, à Yogyakarta et à Solo.

## Sources
- Être humain, Montréal, Encyclopédie universelle/ERPI, 2005, 512 p.
- RICHARD, Élisabet et Antoinette VICART. Indonésie, Paris, Éditions Arthaud, 1991, 449 p.